# Oersdorf
Oersdorf ist eine Gemeinde im Kreis Segeberg in Schleswig-Holstein.

## Geografie und Verkehr
Oersdorf liegt etwa 20 km nördlich von Norderstedt in ländlicher Umgebung. Westlich verlaufen die ehemalige Bundesstraße 433 von Norderstedt nach Kaltenkirchen und die Bundesautobahn 7 von Hamburg nach Flensburg. Die Bahnstrecke Hamburg-Altona–Kaltenkirchen–Neumünster der AKN verläuft durch die Nachbarstadt Kaltenkirchen.

## Geschichte
Archäologische Funde belegen eine Besiedlung in der Bronzezeit.
Der Ort wurde 1496 erstmals als Oygeestorpp erwähnt.

## Politik

### Gemeindevertretung
Bei der Kommunalwahl am 14. Mai 2023 wurden insgesamt elf Sitze vergeben. Von diesen erhielt die Alte Wählergemeinschaft Oersdorf sieben Sitze und die Oersdorfer Wählervereinigung vier Sitze.

### Wappen
Blasonierung: „In Silber ein breiter blauer Schräglinksbalken, begleitet oben von einem bewurzelten grünen Laubbaum, unten von einem sechsspeichigen roten Wagenrad.“